# Xã Elmo, Quận Otter Tail, Minnesota
Xã Elmo (tiếng Anh: Elmo Township) là một xã thuộc quận Otter Tail, tiểu bang Minnesota, Hoa Kỳ. Năm 2010, dân số của xã này là 331 người.